# روبرت ريتشارد ويلسون
روبرت ريتشارد ويلسون (بالإنجليزية: Robert Richard Wilson)‏ هو فلاح وسياسي بريطاني وأسترالي (وحمل سابقاً جنسية المملكة المتحدة لبريطانيا العظمى وأيرلندا)، ولد في 29 مايو 1891 في أستراليا، وتوفي في 26 أبريل 1969. حزبياً، نشط في تحالف الليبرالية والريفي. وقد انتخب عضو مجلس جنوب أستراليا التشريعي عن دائرة Northern District (South Australian Legislative Council) ‏ وقد انضم خلال فترته النيابية (14 مايو 1949 – 5 مارس 1965)  للكتلة البرلمانية تحالف الليبرالية والريفي.